# Iváncsa megállóhely
Iváncsa megállóhely a MÁV vasúti megállóhelye (korábban vasútállomása) a Fejér vármegyei Beloiannisz községben, a MÁV 40-es számú (Budapest–Pécs) vasútvonalán.
A megállóhely Beloiannisz külterületén helyezkedik el, nagyjából egyenlő távolságra Besnyő, Beloiannisz és a névadó Iváncsa településektől, legközelebb Beloiannisz lakott területéhez. Viszonylag közeli nagyobb városok Ercsi, Pusztaszabolcs és Adony.
Közúti megközelítését a 6205-ös útból kiágazó 62 306-os, illetve a beloianniszi bekötőútról (a 62 108-as útról) leágazó 62 338-as számú mellékút biztosítja.

## Története
A vasútállomás az 1950-es években kiépült formájában két átmenő fővágányt, két megelőző vágányt, illetve a teherszállítás számára megnyitott rakodóvágányt foglalt magába, ez utóbbihoz rakodóterület és áruraktár is tartozott.
A 2018-ban kezdődött átépítés során a létesítményt jelentősen átépítették. Az utasforgalom részére két magasperont létesítettek, a forgalmi létesítményeket ezzel egy időben visszabontották, csak a két átmenő vágány maradt. Iváncsa 2020. május 17. óta megállóhelyként üzemel, az egykori állomás kezdőponti váltókörzetének helyén forgalmi kitérőt építettek ki.

## Vasútvonalak
Az állomást az alábbi vasútvonalak érintik:
- Budapest–Pécs-vasútvonal

## Kapcsolódó állomások
A vasútállomáshoz az alábbi állomások vannak a legközelebb:
- Iváncsa forgalmi kitérő (Budapest–Pécs-vasútvonal)
- Pusztaszabolcs vasútállomás (Budapest–Pécs-vasútvonal)

## Forgalom
| Járat | Útvonal | Gyakoriság                                                 |
| ----- | --- | ---------------------------------------------------------- |
| S40   | Budapest-Déli – Budapest-Kelenföld – Budafok – Háros – Budatétény – Barosstelep – Nagytétény-Diósd – Érdliget – Érd felső – Érd – Százhalombatta – Dunai Finomító – Ercsi – Iváncsa – Pusztaszabolcs – (közvetlen kocsikkal tovább Szabadegyháza – Sárosd – Nagylók – Sárbogárd – Rétszilas – Sáregres – Simontornya – Tolnanémedi – Pincehely – Belecska – Keszőhidegkút-Gyönk – Szárazd – Regöly – Szakály-Hőgyész – Dúzs – Csibrák – Kurd – Döbrököz – Dombóvár) | 1-3 óránként                                               |
| G40   | (Dombóvár → Döbrököz → Kurd → Csibrák → Dúzs → Szakály-Hőgyész → Regöly → Szárazd → Keszőhidegkút-Gyönk → Belecska → Pincehely → Tolnanémedi → Simontornya → Sáregres → Rétszilas →) Sárbogárd → Nagylók → Sárosd → Szabadegyháza → Pusztaszabolcs → Iváncsa → Százhalombatta → Érd → Érd alsó → Tétényliget → Budapest-Kelenföld → Budapest-Déli | Munkanapokon napi 3 Budapest felé                          |
| Z40   | Budapest-Déli → Budapest-Kelenföld → Érd felső → Százhalombatta → Iváncsa → Pusztaszabolcs → Szabadegyháza → Sárosd → Nagylók → Sárbogárd → Rétszilas → Sáregres → Simontornya → Tolnanémedi → Pincehely → Belecska → Keszőhidegkút-Gyönk → Szárazd → Regöly → Szakály-Hőgyész → Dúzs → Csibrák → Kurd → Döbrököz → Dombóvár | Munkanapokon és vasárnap 1 Dombóvár felé                   |
| S42   | Budapest-Déli – Budapest-Kelenföld – Budafok – Háros – Budatétény – Barosstelep – Nagytétény-Diósd – Érdliget – Érd felső – Érd – Százhalombatta – Dunai Finomító – Ercsi – Iváncsa – Pusztaszabolcs – Adony – Kulcs – Rácalmás – Dunaújváros | 1-4 óránként                                               |
| Z42   | Budapest-Déli – Budapest-Kelenföld – Érd felső – Százhalombatta – Iváncsa – Pusztaszabolcs – Adony – Kulcs – Rácalmás – Dunaújváros | Munkanapokon napi 4 Dunaújváros felé, napi 2 Budapest felé |